# Aegiochus uschakovi
Aegiochus uschakovi là một loài chân đều trong họ Aegidae. Loài này được Kussakin miêu tả khoa học năm 1967.